# Entanoneura feae
Entanoneura feae is een insect uit de familie van de Mantispidae, die tot de orde netvleugeligen (Neuroptera) behoort. 
Entanoneura feae is voor het eerst wetenschappelijk beschreven door Navás in 1929.